# Atletism la Jocurile Olimpice de vară din 2020 - 5.000 m (masculin)
Proba de 5.000 de metri masculin de la Jocurile Olimpice de vară din 2020 a avut loc în perioada 3-6 august 2021 pe Stadionul Național al Japoniei.

## Recorduri
Înaintea acestei competiții, recordurile mondiale și olimpice erau următoarele:
| Record  | Atlet                 | Timp     | Loc             | Data           |
| ------- | --------------------- | -------- | --------------- | -------------- |
| Mondial | Kenenisa Bekele (ETH) | 12:37,35 | Hengelo, Olanda | 31 mai 2004    |
| Olimpic | Kenenisa Bekele (ETH) | 12:57,82 | Beijing, China  | 23 august 2008 |

## Program
Orele sunt ora Japoniei (UTC+9) 
| Data                  | Oră   | Etapă   |
| --------------------- | ----- | ------- |
| Marți, 3 august 2021  | 19:00 | Etapa 1 |
| Vineri, 6 august 2021 | 19:00 | Finala  |

## Rezultate

### Calificări
S-au calificat în finală primii cinci atleți din fiecare serie (C) și următorii atleți cu cei mai buni 5 timpi (c). 

#### Seria 1
| Loc | Atlet                    | Țară                       | Timp     | Note |
| --- | ------------------------ | -------------------------- | -------- | ---- |
| 1   | Nicholas Kipkorir Kimeli | Kenya                      | 13:38,87 | C    |
| 2   | Mohammed Ahmed           | Canada                     | 13:38,96 | C    |
| 3   | Woody Kincaid            | Statele Unite ale Americii | 13:39,04 | C    |
| 4   | Oscar Chelimo            | Uganda                     | 13:39,07 | C    |
| 5   | Birhanu Balew            | Bahrain                    | 13:39,42 | C    |
| 6   | Marc Scott               | Marea Britanie             | 13:39,61 |      |
| 7   | Hugo Hay                 | Franța                     | 13:39,95 |      |
| 8   | David McNeill            | Australia                  | 13:39,97 |      |
| 9   | Getnet Wale              | Etiopia                    | 13:41,13 |      |
| 10  | Daniel Ebenyo            | Kenya                      | 13:41,64 |      |
| 11  | Jonas Raess              | Elveția                    | 13:43,52 |      |
| 12  | Soufiyan Bouqantar       | Maroc                      | 13:43,97 |      |
| 13  | Lucas Bruchet            | Canada                     | 13:44,08 |      |
| 14  | Nibret Melak             | Etiopia                    | 13:45,81 |      |
| 15  | Yemaneberhan Crippa      | Italia                     | 13:47,12 |      |
| 16  | Robin Hendrix            | Belgia                     | 13:58,37 |      |
| 17  | Yuta Bando               | Japonia                    | 14:05,80 |      |
| 18  | Nursultan Keneshbekov    | Kârgâzstan                 | 14:07,79 |      |
| 19  | Abidine Abidine          | Mauritania                 | 14:54,80 | PB   |
|     | Mike Foppen              | Olanda                     | NT       |      |

#### Seria 2
| Loc | Atlet                         | Țară                       | Timp     | Note   |
| --- | ----------------------------- | -------------------------- | -------- | ------ |
| 1   | Mohamed Katir                 | Spania                     | 13:30,10 | C      |
| 2   | Paul Chelimo                  | Statele Unite ale Americii | 13:30,15 | C      |
| 3   | Justyn Knight                 | Canada                     | 13:30,22 | C      |
| 4   | Jacob Kiplimo                 | Uganda                     | 13:30,40 | C      |
| 5   | Joshua Cheptegei              | Uganda                     | 13:30,61 | C      |
| 6   | Milkesa Mengesha              | Etiopia                    | 13:31,13 | c      |
| 7   | Andrew Butchart               | Marea Britanie             | 13:31,23 | c      |
| 8   | Grant Fisher                  | Statele Unite ale Americii | 13:31,80 | c      |
| 9   | Jimmy Gressier                | Franța                     | 13:33,47 | c      |
| 10  | Luis Grijalva                 | Guatemala                  | 13:34,11 | c      |
| 11  | Morgan McDonald               | Australia                  | 13:37,36 |        |
| 12  | Narve Gilje Nordås            | Norvegia                   | 13:41,82 |        |
| 13  | Jamal Abdelmaji Eisa Mohammed | EOR                        | 13:42,98 | PB     |
| 14  | Dawit Fikadu                  | Bahrain                    | 13:44,03 | SB, cA |
| 15  | Lesiba Mashele                | Africa de Sud              | 13:48,25 |        |
| 16  | Mohamed Mohumed               | Germania                   | 13:50,46 |        |
| 17  | Isaac Kimeli                  | Belgia                     | 13:57,36 |        |
| 18  | Hiroki Matsueda               | Japonia                    | 14:15,54 |        |
|     | Samwel Masai                  | Kenya                      |          | NS     |
|     | Patrick Tiernan               | Australia                  |          | NS     |

### Finala
Sursa:
| Loc | Atlet                    | Țară                       | Timp     | Note |
| --- | ------------------------ | -------------------------- | -------- | ---- |
| 1   | Joshua Cheptegei         | Uganda                     | 12:58,15 |      |
| 2   | Mohammed Ahmed           | Canada                     | 12:58,61 |      |
| 3   | Paul Chelimo             | Statele Unite ale Americii | 12:59,05 | SB   |
| 4   | Nicholas Kipkorir Kimeli | Kenya                      | 12:59,17 | SB   |
| 5   | Jacob Kiplimo            | Uganda                     | 13:02,40 |      |
| 6   | Birhanu Balew            | Bahrain                    | 13:03,20 |      |
| 7   | Justyn Knight            | Canada                     | 13:04,38 |      |
| 8   | Mohamed Katir            | Spania                     | 13:06,60 |      |
| 9   | Grant Fisher             | Statele Unite ale Americii | 13:08,40 |      |
| 10  | Milkesa Mengesha         | Etiopia                    | 13:08,50 |      |
| 11  | Andrew Butchart          | Marea Britanie             | 13:09,97 | SB   |
| 12  | Luis Grijalva            | Guatemala                  | 13:10,09 | RN   |
| 13  | Jimmy Gressier           | Franța                     | 13:11,33 |      |
| 14  | Woody Kincaid            | Statele Unite ale Americii | 13:17,20 | SB   |
| 15  | Dawit Fikadu             | Bahrain                    | 13:20,24 | SB   |
| 16  | Oscar Chelimo            | Uganda                     | 13:44,45 |      |